# 貝內尼特拉區
貝內尼特拉區，是馬達加斯加的行政區，位於該國南部，由阿齊莫-安德列發那區負責管轄，首府設於貝內尼特拉，面積4,912平方公里，2011年人口36,685，人口密度每平方公里7人。